# Bedřichovská vrchovina
Bedřichovská vrchovina je geomorfologický okrsek v Jizerských horách, zabírající jižní části Jizerské hornatiny. Rozkládá se na ploše 53,58 km². Tvořena je výrazně porfyrickou žulou až granodioritem. Nejvyšším vrcholem je Mariánská hora (874 m n. m.) a mezi další vrcholy patří Buková (838 m n. m.), Slovanka (819 m n. m.), Krásný (797 m n. m.), Bramberk (787 m n. m.) či Žulový vrch (743 m n. m.).
S výjimkou středních partií je zalesněná, když převažují smrčiny s příměsí jedlí, buků, bříz či modřínů. Ve střední části se naopak rozkládají louky a rekreační objekty. Vrchovina je součástí chráněné krajinné oblasti Jizerské hory. Zasahuje také do přírodních rezervací Jedlový důl, Jindřichovský mokřad a Malá Strana.